# Навіны грозные а жалостлівые…
«Навіны грозные а жалостлівые о нападе княжаті Московского Івана на землю русску, которі то князь паленьнем, тыранством, мордованьнем мест, замков добываньнем веліку і знаменіту шкоду вчыняет. 3 доданьнем релацый Его Мілості Гетмана ВКЛ княжаті Радзівілла о поражцы места Полоцкого, 1562» ― листовка, посвященная трагическим событиям в Полоцке 1563 года.

## Предыстория издания
В ходе Ливонской войны московские войска Ивана IV 15 февраля 1563 года после осады захватили сдавшийся город Великого княжества Литовского Полоцк. Купеческие дома были разграблены; как сообщают Псковская летопись и польский историк Мацей Стрыйковский, полоцким иудеям под страхом смерти было велено креститься, противившихся же утопили в Западной Двине.
Некоторые источники говорят об умерщвлении татарами из московского войска полоцких католических монахов. Часть католиков продали в рабство мусульманам. Некоторые исторические источники, впрочем, эти сведения считают недостоверными. Немецких наёмников русские не тронули, некоторые из них даже вступили в русское войско.
Известия о событиях в Полоцке пришли в Несвиж, где в 1562 году под покровительством Николая Радзивилла Чёрного уже действовали руководимые Матеем Кавечинским и Лаврентием Кжишковским типография и паперня, выпустившие впоследствии за 1562―1571 годы ряд книг: «Несвижский песенник» с 40 псалмами и 110 песнями, «Катехизис» и «Про оправдание грешного человека перед Богом» на западнорусском языке, здесь Астафей Волович издал на западнорусском языке часть Евангелия, Симон Будный ― для кальвинистских общин Библию и Новый Завет с религиозно-философскими комментариями. В несвижской типографии начал издательскую работу Василь Тяпинский, переведший Евангелие на западнорусский язык.
Неизвестно, у кого в Несвиже возникла идея о выпуске новостей из Полоцка. Возможно, это был сам Николай Радзивилл Чёрный, ― во всяком случае, без его согласия это вряд ли бы произошло.

## «Навіны грозные а жалостлівые…» ― первая газета Великого княжества Литовского?
В энциклопедиях первой белорусской газетой обычно называется «Gazeta Grodzieńska» («Гродненская газета», 1776—1783).
Если определять газету как первое периодическое белорусское издание, то им является «Несвижская газета» (1707), второй же периодической газетой была «Gazeta literacka Wileńska» — с 1760 года.
В Великом княжестве Литовском иногда начинают выходить газеты-однодневки (листовки), посвящённые каким-либо значимым общественным событиям: «Новіна іста а правдіва…» (1571), «Эдыкт з замку Полоцкого» (1597), «Новіны о взяты Смоленска…» (1610), «Новіны о шчаслівом поступаньні на царство Московское Найясьнейшаго Владыслава, Короля Польского, 1617».
Первой такой вышедшей листовкой, стала несвижская ― «Навіны грозные а жалостлівые о нападе княжаті московского Івана на землю рускую, которі то князь паленем, тыранством, мордованнем мест, замков добываньем веліку і знаменіту шкоду вчыняет. З доданьем релацыей Его Милості Гетмана ВКЛ княжаті Радзівіла о поражцы места Полоцкого, 1562». Листовка найдена в архивах Оксфордского университета. Упоминая о ней в истории белорусской журналистики, историки ссылаются в основном на публикацию Рыгора Максимовича (Витовта Тумаша) в Мюнхене (1966), которую позже перепечатали в Минске (1994).
Другие белорусские исследователи этой листовки не видели.
Листовка рассказывает о «поражцы места Полоцка», называя дату ― 1562 год. Захват Полоцка русскими войсками был 15 февраля 1563 года. Кажущаяся ошибка в датировке связана с тем, что в то время в большинстве стран Европы Новый год наступал не 1 января, а на Благовещение, 25 марта. С точки зрения издателя газеты описываемые события произошли в 1562 году.
Издана на западнорусском языке, представляет собой страницу размером в разворот современной школьной тетради. Тираж неизвестен.